# Lörrach Hauptbahnhof
Lörrach Hauptbahnhof ist der wichtigste von sieben Bahnhöfen und Haltepunkten der südbadischen Stadt Lörrach. Der Hauptbahnhof liegt an der Wiesentalbahn von Basel Badischer Bahnhof nach Zell im Wiesental. Es verkehren Züge der S-Bahn Basel, betrieben von der SBB GmbH. Der Bahnhof hat täglich rund 3500 Reisende und ist, zusammen mit Gevelsberg Hbf, einer der zwei „Hauptbahnhof“ genannten Zugangsstellen in Deutschland, die nur von S-Bahnen bedient werden.

## Geschichte

Lörracher Bahnhof 1862

Der Lörracher Bahnhof ging 1862 als Teil der ersten Privatbahn in Baden, der von der Wiesenthal-Bahngesellschaft errichteten Wiesentalbahn, in Betrieb. Die Strecke führte vom Badischen Bahnhof in Basel, wo Anschluss an die Badische Hauptbahn eingerichtet wurde, nach Schopfheim und seit 1876 weiter nach Zell. Am 10. Mai 1862 fand die erste Probefahrt statt, und am 5. Juni desselben Jahres wurde der Streckenzug feierlich im Beisein von Großherzog Friedrich von Baden eröffnet. Bereits im Vorfeld war die Lage des Lörracher Bahnhofs kontrovers diskutiert worden. Technische und finanzielle Aspekte führten schließlich zum heutigen Standort etwas nördlich der Rheinfelder Straße (heute: Wallbrunnstraße). Zum 1. Januar 1889 erwarb der badische Staat Strecke und Bahnhof. Das erste Bahnhofsgebäude hatte von 1862 bis zu seinem Umbau 1905 Bestand.
Ehemals verfügten Güter- und Personenbahnhof über vier Stellwerke, die 2004 durch ein elektronisches Stellwerk abgelöst wurden. Bis 2009 hieß der Bahnhof nur Lörrach, der Name wurde auf Initiative der Freien Wähler geändert. Ende 2011 wurde an einem Fahrradparkhaus am Nordteil des Bahnhofsgebäudes gebaut.
Ab September 2021 soll der Hauptbahnhof Lörrach umfangreich saniert werden.

## Lage
Der Lörracher Hauptbahnhof befindet sich am östlichen Rand der durch die Fußgängerzone erschlossenen Innenstadt in unmittelbarer Nähe zur ehemaligen Hauptpost am Bahnhofsplatz, dem Lörracher Rathaus und dem Zentralen Omnibusbahnhof. Im Rahmen der städtebaulichen Entwicklung und nach Neugestaltung der Belchenstraße (2013) ist der Hauptbahnhof stärker mit dem östlichen Stadtquartier verbunden. In östlicher Nachbarschaft wurde 2017 das Hotel Stadt Lörrach fertiggestellt. Das markante Hochhaus ist das zweithöchste der Stadt.
Gegenüber dem Hauptbahnhof wurde in den Jahren 2019 bis 2021 das neue Wohn- und Geschäftshaus „Lö“ anstelle der alten Hauptpost errichtet.

## Infrastruktur

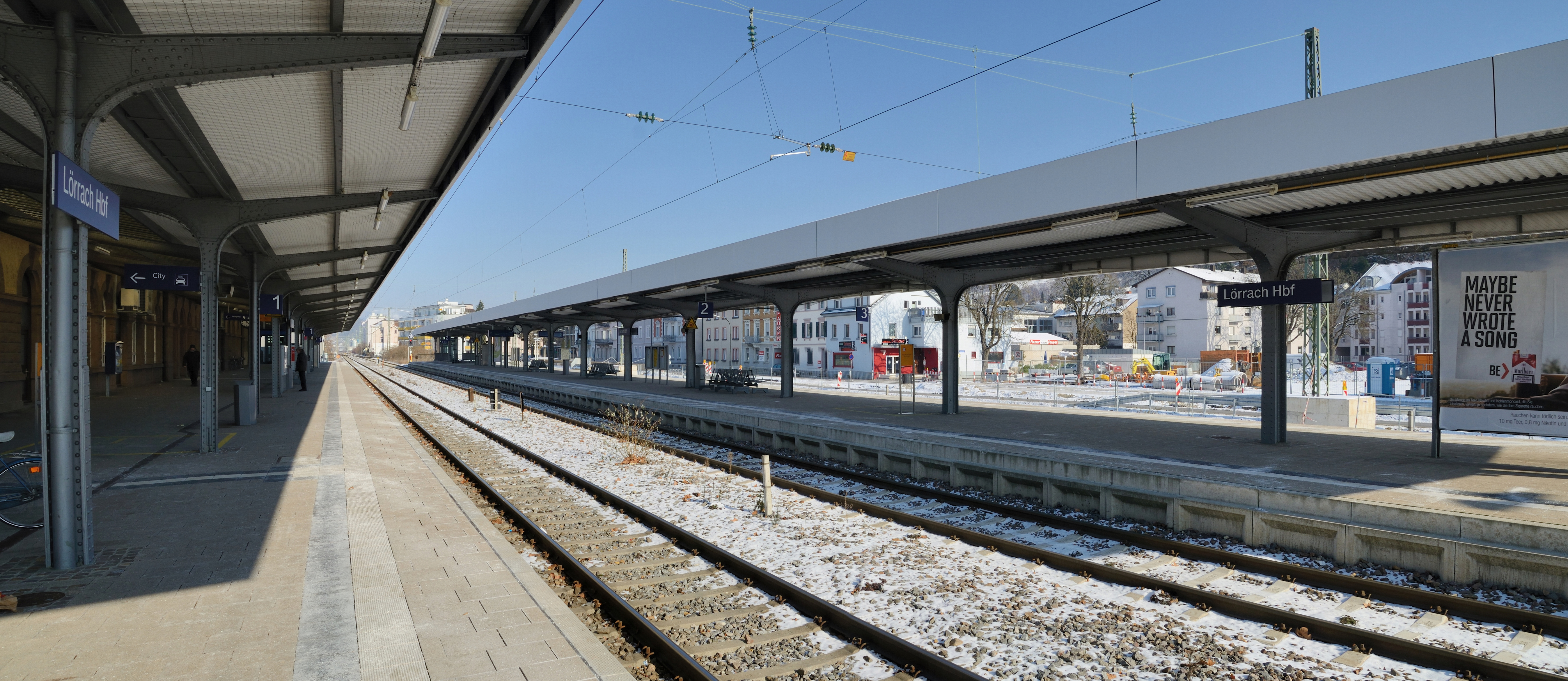
Gleisanlage

Das Empfangsgebäude besteht aus einem fünfteiligen Baukörper, die Fassade ist mit Hausteinen verkleidet. Gemeinsam mit den Stellwerksgebäuden Süd und Nord, die jeweils aus Klinker mit Walmdach erbaut wurden, steht es als Sachgesamtheit unter Denkmalschutz.
In Lörrach gibt es seit 1963 ein Autoreisezugterminal der DB Fernverkehr, das sich im Güterbahnhof 500 Meter nordnordöstlich der Personenbahnsteige befindet. Der Güterbahnhof wie auch die Haltestellen Lörrach-Stetten, Lörrach Museum/Burghof (ehemals Schillerstraße), Lörrach Schwarzwaldstraße und Lörrach Haagen/Messe sind Bahnhofsteile von Lörrach Hauptbahnhof. (→ Liste der Bahnhöfe und Haltepunkte in Lörrach)
Seit Mai 2012 ist eine Fahrradstation vorhanden, welche neben 100 Stellplätzen auch Serviceangebote wie Verleih, Reparatur etc. bietet.

## Verkehr

### Nahverkehr
| Linie | Verlauf                                                                                   | Taktung                              |
| ----- | ----------------------------------------------------------------------------------------- | ------------------------------------ |
| S 5   | Weil am Rhein – Lörrach Hbf – Steinen (– Schopfheim – Zell (Wiesental))                   | abends und am Wochenende Stundentakt |
| S 6   | Basel SBB – Basel Bad Bf – Riehen – Lörrach Hbf – Steinen – Schopfheim – Zell (Wiesental) | an Sonntagen Stundentakt             |

### Fernverkehr
| Linie                                          | Verlauf | Taktung |
| ---------------------------------------------- | --- | --- |
| BTE AutoReiseZug                               | Lörrach ARZ – Hamburg-Altona | 22. Mai – 19. September 2025; ausgewählte Dienstage Ankunft, ausgewählte Mittwoche Abfahrt, jeden Donnerstag Ankunft & jeden Freitag Abfahrt, jeden Samstag Ankunft & jeden Sonntag Abfahrt (ausgenommen KW 22); ein Zugpaar |
| UEX Abfahrt: 1848/1868 Ankunft: 1845/1849/1869 | Lörrach ARZ – Lörrach Hbf – Freiburg (Brsg.) Hbf – Karlsruhe Hbf (– Mannheim Hbf) – Hannover Hbf (– Lüneburg) – Hamburg Hbf – Hamburg-Altona | 30. Mai – 4. September 2025; ausgewählte Tage; ein Zugpaar |